# National Board of Review Award/Bester Nachwuchsdarsteller
Gewinner des Preises des National Board of Review in der Kategorie Bester Nachwuchsdarsteller (Breakthrough Performance – Male). 
Im Gegensatz zu den Preisträgerinnen in der Kategorie Beste Nachwuchsdarstellerin blieb den männlichen Nachwuchsdarstellerin ein Oscar-Sieg bisher verwehrt. Lediglich vier Gewinner (Terrence Howard, Ryan Gosling, Jeremy Renner und Lucas Hedges) wurden später für einen Academy Award als Bester Haupt- oder Nebendarsteller nominiert.
Die Jahreszahlen der Tabelle nennen die bewerteten Filmjahre, die Preisverleihungen fanden jeweils im Folgejahr statt. 
| Jahr        | Preisträger          | Filmtitel                                  | Deutscher Titel                                 |
| ----------- | -------------------- | ------------------------------------------ | ----------------------------------------------- |
| 1998        | Billy Crudup         | The Hi-Lo Country                          | Hi-Lo Country – Im Land der letzten Cowboys     |
| 1999        | Wes Bentley          | American Beauty                            | American Beauty                                 |
| 2000        | Jamie Bell           | Billy Elliot                               | Billy Elliot – I Will Dance                     |
| 2001        | Hayden Christensen   | Hayden Christensen                         | Das Haus am Meer                                |
| 2002        | Derek Luke           | Antwone Fisher                             | Antwone Fisher                                  |
| 2003        | Paul Giamatti        | American Splendor                          | American Splendor                               |
| 2004        | Topher Grace         | In Good Company P.S.                       | Reine Chefsache P.S. – Liebe auf Anfang         |
| 2005        | Terrence Howard      | Crash Get Rich or Die Tryin’ Hustle & Flow | L.A. Crash Get Rich or Die Tryin’ Hustle & Flow |
| 2006        | Ryan Gosling         | Half Nelson                                | Half Nelson                                     |
| 2007        | Emile Hirsch         | Into the Wild                              | Into the Wild                                   |
| 2008        | Dev Patel            | Slumdog Millionaire                        | Slumdog Millionär                               |
| 2009        | Jeremy Renner        | The Hurt Locker                            | Tödliches Kommando – The Hurt Locker            |
| 2010 - 2011 | Preis nicht vergeben | Preis nicht vergeben                       | Preis nicht vergeben                            |
| 2012        | Tom Holland          | The Impossible                             | The Impossible                                  |
| 2013        | Michael B. Jordan    | Fruitvale Station                          | Nächster Halt: Fruitvale Station                |
| 2014        | Jack O’Connell       | Starred Up Unbroken                        | Mauern der Gewalt Unbroken                      |
| 2015        | Abraham Attah        | Beasts of No Nation                        | Beasts of No Nation                             |
| 2015        | Jacob Tremblay       | Room                                       | Raum                                            |
| 2016        | Lucas Hedges         | Manchester by the Sea                      | Manchester by the Sea                           |
| 2017        | Timothée Chalamet    | Call Me by Your Name                       | Call Me by Your Name                            |
| 2018        | Preis nicht vergeben | Preis nicht vergeben                       | Preis nicht vergeben                            |
| 2019        | Paul Walter Hauser   | Richard Jewell                             | Der Fall Richard Jewell                         |
| 2020        | Preis nicht vergeben | Preis nicht vergeben                       | Preis nicht vergeben                            |
| 2021        | Cooper Hoffman       | Licorice Pizza                             | Licorice Pizza                                  |
| 2022        | Gabriel LaBelle      | The Fabelmans                              | Die Fabelmans                                   |
| 2023 - 2024 | Preis nicht vergeben | Preis nicht vergeben                       | Preis nicht vergeben                            |